# القمة الخليجية مع دول رابطة الآسيان 2023
قمة مجلس التعاون الخليجي ورابطة الآسيان 2023 هي قمة عقدت في صباح يوم الجمعة 20 أكتوبر 2023 بمدينة الرياض عاصمة المملكة العربية السعودية برئاسة صاحب السمو الملكي الأمير محمد بن سلمان آل سعود ولي العهد رئيس مجلس الوزراء نيابتاً عن خادم الحرمين الشريفين الملك سلمان بن عبدالعزيز آل سعود ملك المملكة العربية السعودية.   

## المشاركون

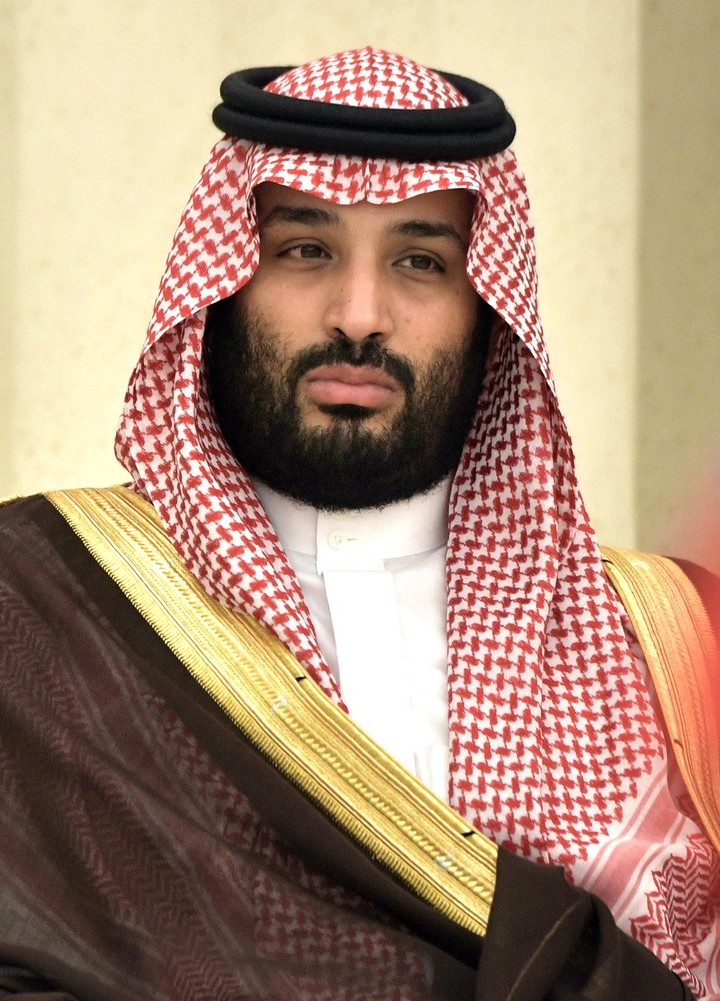
السعودية صاحب السمو الملكي الأمير محمد بن سلمان آل سعود ولي العهد رئيس مجلس الوزراء (رئيس الأجتماع)
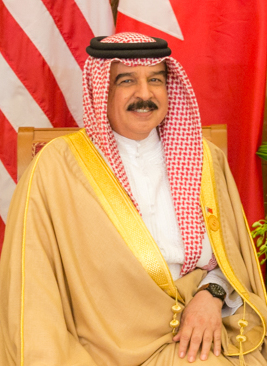
البحرين صاحب الجلالة الملك حمد بن عيسى آل خليفة ملك مملكة البحرين
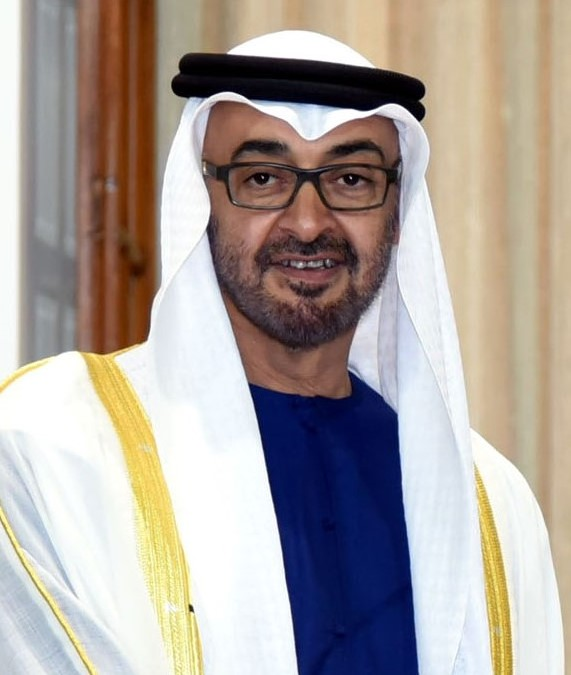
الإمارات العربية المتحدة صاحب السمو الشيخ محمد بن زايد آل نهيان رئيس دولة الإمارات العربية المتحدة
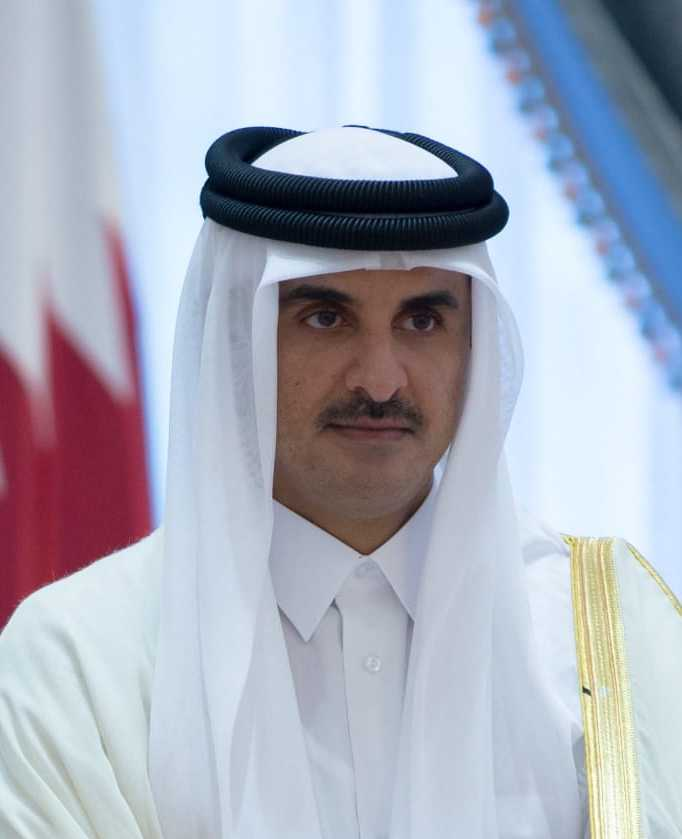
قطر صاحب السمو الشيخ تميم بن حمد آل ثاني أمير دولة قطر
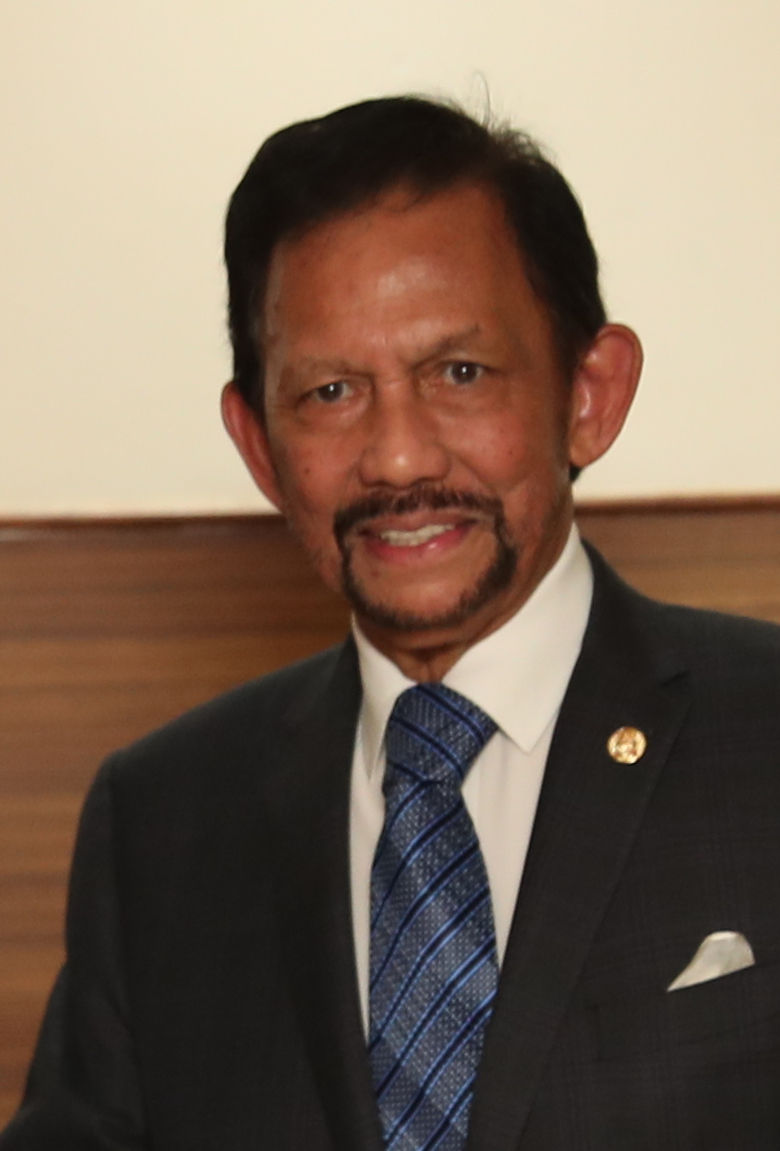
بروناي صاحب الجلالة السلطان حسن البلقية سلطان بروناي دار السلام
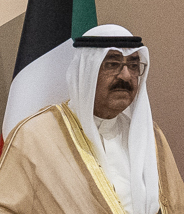
الكويت سمو الشيخ مشعل الأحمد الجابر الصباح ولي عهد دولة الكويت
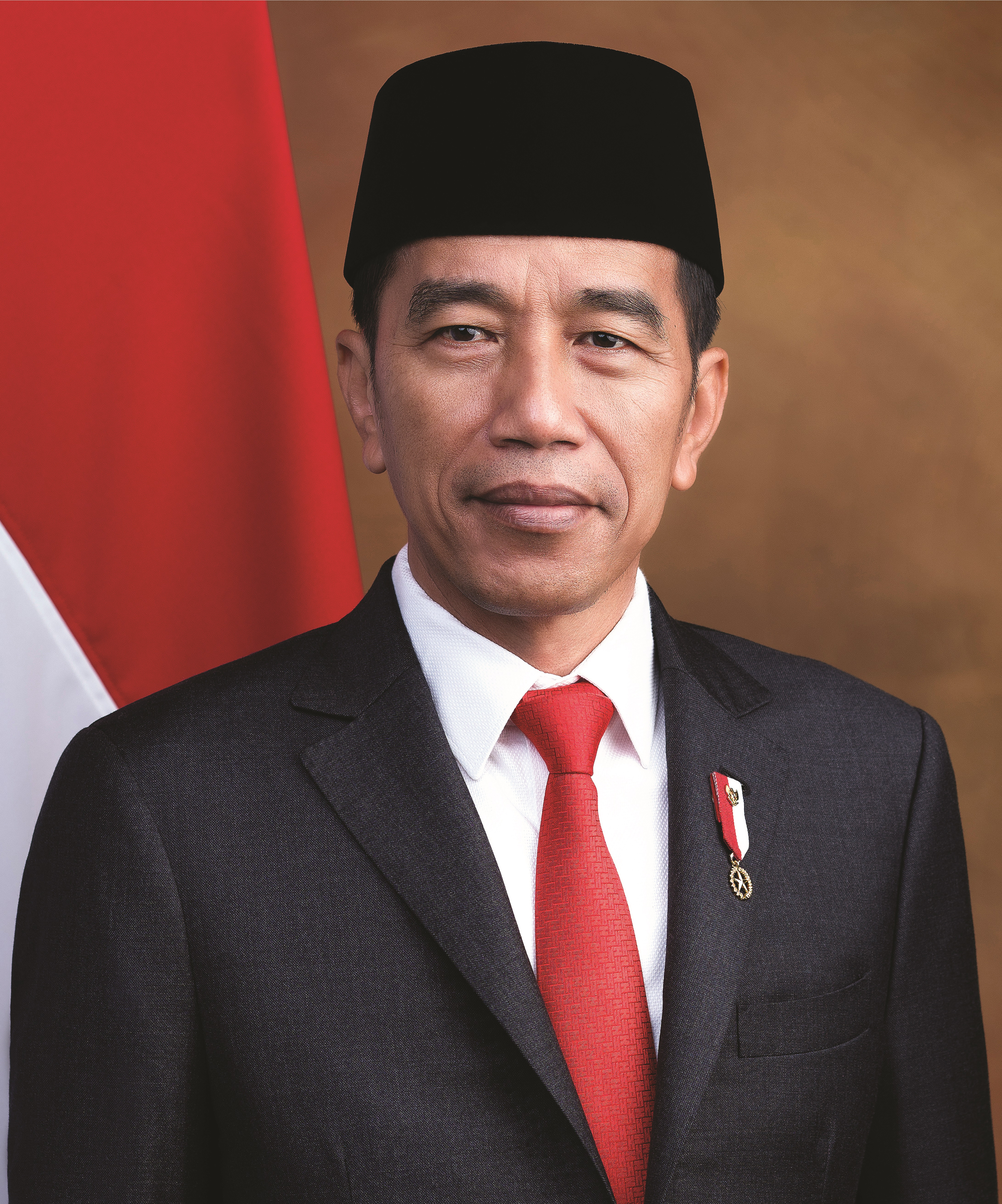
إندونيسيا فخامة الرئيس جوكو ويدودو رئيس جمهورية إندونيسيا
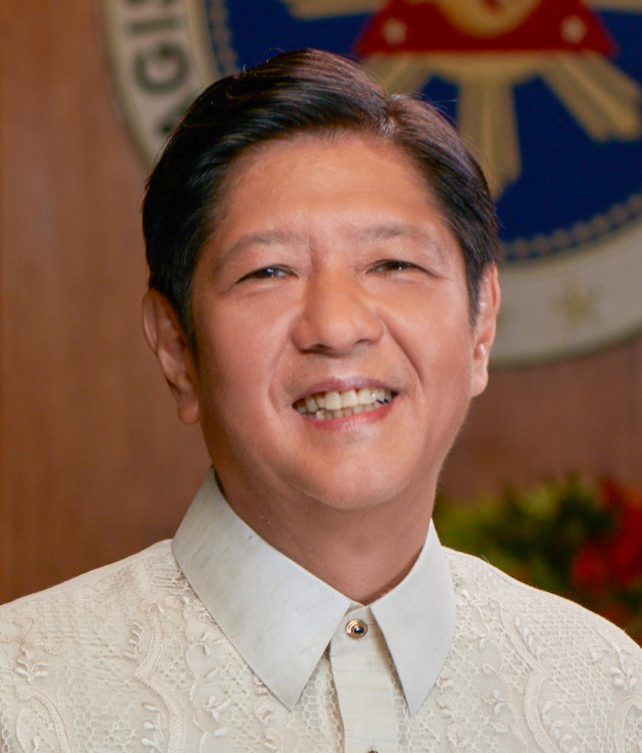
الفلبين فخامة الرئيس بونغ بونغ ماركوس رئيس جمهورية الفلبين
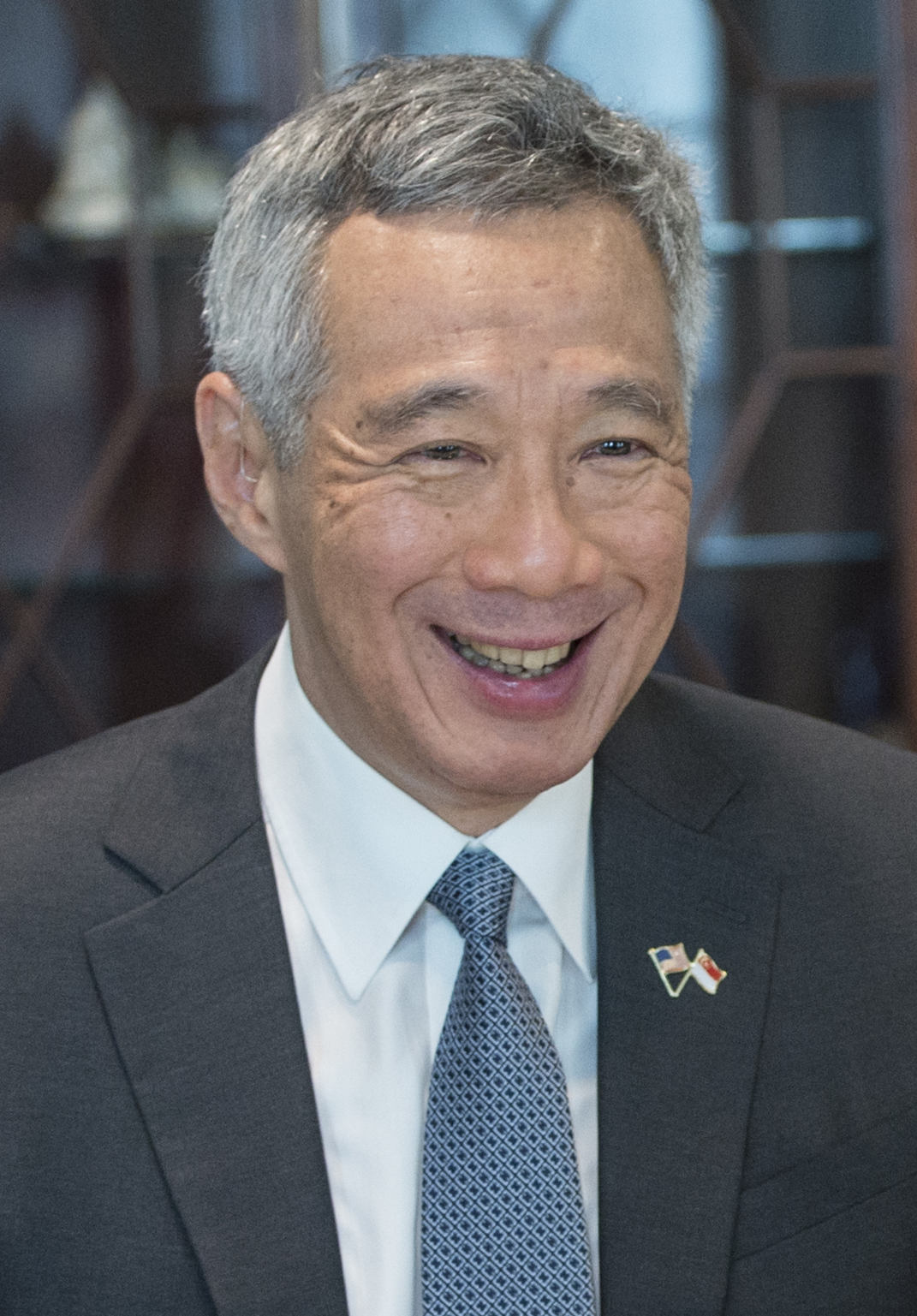
سنغافورة معالي السيد لي هسين لونغ رئيس وزراء جمهورية سنغافورة
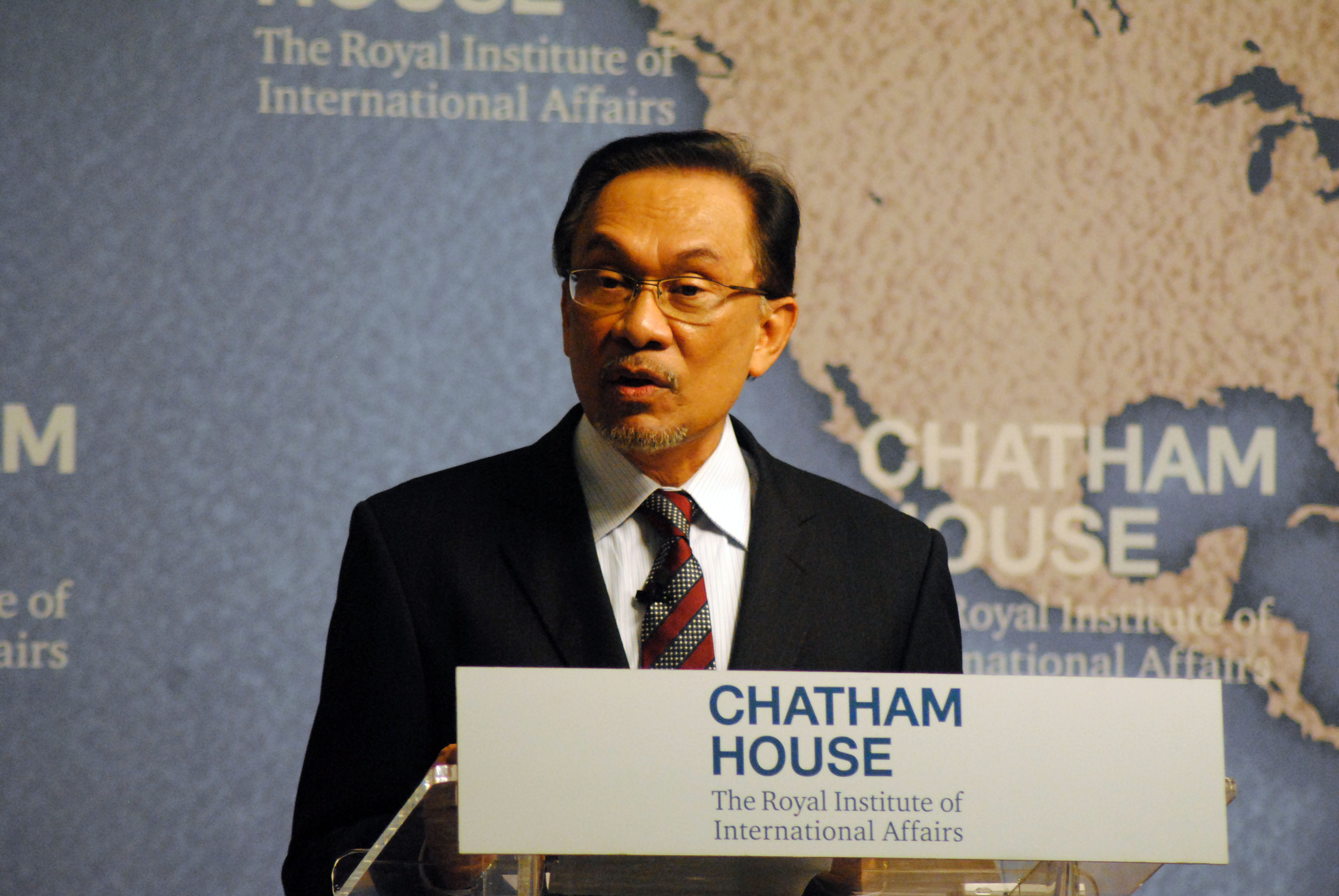
ماليزيا معالي السيد أنور إبراهيم رئيس وزراء مملكة ماليزيا
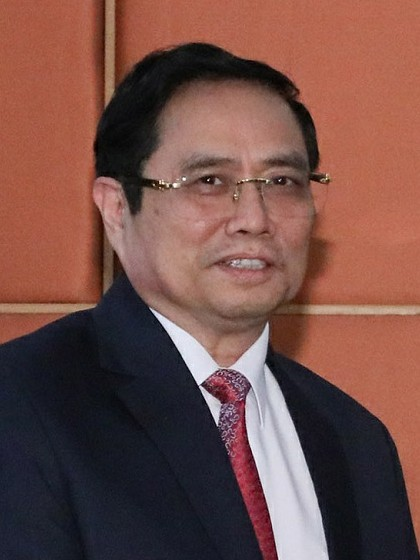
فيتنام معالي السيد فام مينه تشين رئيس وزراء جمهورية فيتنام
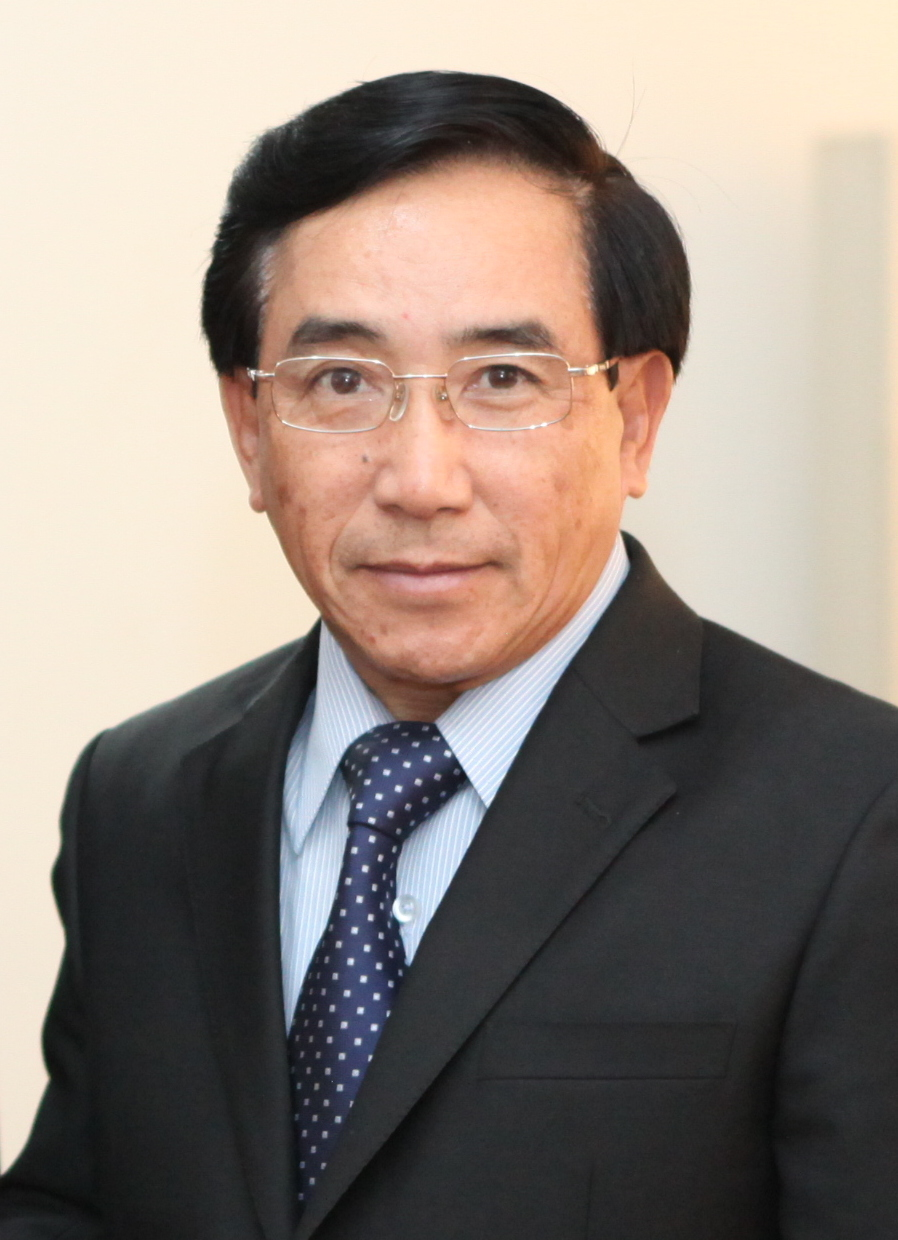
لاوس معالي السيد فانخام فيفافانه رئيس وزراء جمهورية لاوس
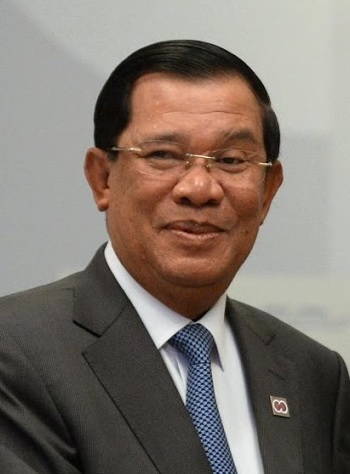
كمبوديا سعادة السيد هون سين رئيس وزراء مملكة كمبوديا
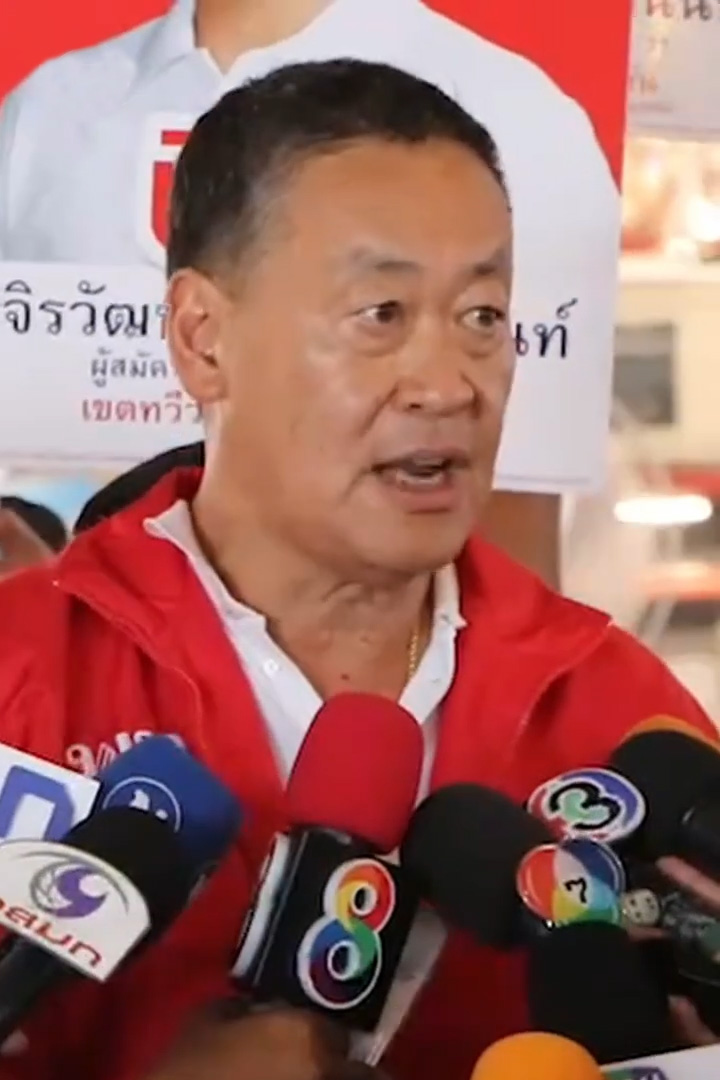
تايلاند معالي السيد سريتا تافيسين رئيس وزراء مملكة تايلاند
عُمان صاحب السمو السيد شهاب بن طارق آل سعيد نائب رئيس الوزراء لشؤون الدفاع
مجلس التعاون الخليجي معالي السيد جاسم محمد البديوي أمين عام مجلس التعاون لدول الخليج العربية

## انظر ايضا
- قمة مجلس التعاون الخليجي ودول آسيا الوسطى 2023
- القمة الخليجية التركية 2023